# Isaure Medde
Isaure Medde, née le 20 juillet 2000, est une coureuse cycliste française spécialiste de VTT. Elle est sacrée championne du monde de cross-country eliminator en 2020,.

## Palmarès en VTT

### Championnats du monde
- Lenzerheide 2018
  - 4e du cross-country juniors
- Waregem 2019
  -  Médaillée d'argent du cross-country eliminator
- Louvain 2020
  -  Championne du monde de cross-country eliminator
- Sakarya 2025
  -  Médaillée d'argent du cross-country eliminator

### Coupe du monde
- Coupe du monde de cross-country espoirs
  - 2021 : 19e du classement général
  - 2022 : 12e du classement général

### Championnats de France
- 2017
  - 2e du cross-country juniors
- 2018
  -  Championne de France de cross-country juniors
- 2019
  -  Championne de France de cross-country eliminator
  - 3e du cross-country espoirs
- 2020
  - 2e du cross-country eliminator
- 2021
  - 2e du cross-country eliminator
  - 2e du cross-country espoirs
- 2022
  - 2e du cross-country espoirs
- 2025
  -  Championne de France de cross-country eliminator

## Vie privée
En 2020, elle est en couple avec le coureur cycliste français spécialiste de VTT cross-country Mathis Azzaro.